# Hans Ernst von Globig
Hans Ernst von Globig (* 2. November 1755 in Grauwinkel; † 21. November 1826 in Dresden) war ein deutscher Jurist.

## Leben
Hans Ernst von Globig, Sohn des Kreissteuereinnehmers des sächsischen Kurkreises und Hofgerichtsassessor in Wittenberg Christoph Ernst von Globig auf Grauwinkel und Schönewalde und seiner Frau Christiane Wilhelmine von Natzmer geboren, stammte aus einer einflussreichen Familie. Zum höheren Staatsdienst bestimmt, studierte er von 1771 bis 1774 an der Universität Wittenberg, war dann am Oberhofgericht in Leipzig tätig und machte sich in einer kursächsischen Gesandtschaft in Regensburg mit der juristischen Praxis vertraut.
Er nahm 1778 eine Stelle als Richter am Appellationsgericht in Dresden an und arbeitete ab 1789 am Reichskammergericht in Wetzlar. 1799 kehrte er wieder nach Sachsen zurück. Im selben Jahr wurde er als Reichstags-Gesandter in Regensburg akkreditiert und dort bis zur Auflösung des Heiligen Römischen Reichs tätig. 1806 wurde er Geheimrat, Konferenzminister und Direktor der Gesetzeskommission in Dresden.
Während seiner Amtszeit beschäftigte er sich mit den Fragen einer Staatsrechtsreform im Sinne der Aufklärung, beteiligte sich an einer „Abhandlung von der Kriminalgesetzgebung“, die als preisgekröntes Gutachten Eingang in das Gesetzbuch der preußischen Staaten erlangte. Beachtung fand 1808 seine Kritik am Entwurf des bayrischen Strafgesetzbuches und sein System einer vollständigen Kriminal-, Polizei und Zivilgesetzgebung.

## Werkauswahl
- Versuch einer Theorie der Wahrscheinlichkeit zur Gründung des historischen und gerichtlichen Beweises, 1806
- Kritik eines peinlichen Gesetzbuches für Baiern, 1808
- Entwurf eines Maßstabes der gesetzlichen Zurechnung und des Strafverhältnisses